# Hesketh 308
O 308 é o modelo da Hesketh Racing da temporada de 1974 da F1. 
Foi guiado por James Hunt e Ian Scheckter.